# Silene bobrovii
Silene bobrovii är en nejlikväxtart som beskrevs av Boris Konstantinovich Schischkin. Silene bobrovii ingår i släktet glimmar, och familjen nejlikväxter. Inga underarter finns listade i Catalogue of Life.